# Qullai Ismoili Somoni
Štít Ismaela Samáního, česky známý i jako Pik Kommunizma, zvaný Qullai Ismoili Somoni (tádžicky Қуллаи Исмоили Сомонӣ, Qulla-ji Ismóil-i Sómónî, rusky пик Исмаила Самани pik Ismaila Samani) je se 7495 m nejvyšším vrcholem Tádžikistánu a bývalého Sovětského svazu (do roku 1998 se hora jmenovala Pik Kommunizma). Nachází se v horském masivu Pamír.

## Název
Vrchol je pojmenován po Ismáílovi Sámáním, perském emírovi z dynastie Sámánovců. Celý název se dá přeložit jako Štít Ismáíla Sámáního.
Existence hory vyšší než Pik Lenina byla zjištěna sovětskými expedicemi ve 20. letech, vrchol byl tehdy nazýván Пик Гармо / Pik Garmo. V roce 1933 byla hora pojmenována Пик Сталина / Pik Stalina, tedy „Stalinův štít.“ V roce 1962 byla hora v rámci destalinizace přejmenována na Қуллаи Коммунизм / Qullai Kommunizm, rusky Пик Коммунизма / Pik Kommunizma, tedy „Štít Komunismu.“ Přejmenována na současný název byla v roce 1998.

## Geografická charakteristika
Bývá uváděn také jako nejvyšší vrchol pohoří Pamír, a to v případě, že do pohoří není započítáván Kašgarský hřeben v Číně, který bývá nesprávně řazen k pohoří Kchun-lun. Ve skutečnosti je však Ismoili Somonī v Pamíru až čtvrtý nejvyšší, neboť v Kašgarském hřebenu ho převyšují Kongur I (7719 m), Kongur II (7595 m) a Muztagh Ata (7546 m).

## Historie
Většina území pohoří Pamír se mezi roky 1865 (dobytí Taškentu) a 1894 (bitva v Badachšánu) stala součástí carského Ruska. Systematický průzkum západní části Pamíru zahájila až Akademie věd SSSR od roku 1928. Do té doby byl považován za nejvyšší vrchol Sovětského svazu Pik Lenina (původně Kaufmanův štít) s tehdy udávanou výškou 7127 m. V roce 1932 však byl zjištěn jako nejvyšší vrchol SSSR štít tvaru velké pyramidy nad ledovcem Fortambek, který dostal jméno Stalinův štít. O rok později se na jeho vrchol vydala výprava Akademie věd SSSR pod vedením N. A. Gorbunova, z níž vrcholu dosáhl pouze J. M. Abalakov. Na konci srpna 1937 tam vystoupilo dalších šest horolezců při příležitosti 20. výročí VŘSR. V roce 1962 byl Stalinův štít přejmenován na Štít komunismu. Své současné jméno hora dostala podle Ismaila Sámáního, perského emíra z přelomu 9. a 10. století, jehož říše zahrnovala i dnešní Tádžikistán.